# Danielle Rose Russell
Danielle Rose Russell (* 31. října 1999, Pequannock Township, New Jersey, USA) je americká filmová a televizní herečka, známá zejména ze seriálu The Originals a spin-off seriálu Odkaz, kde hraje postavu Hope Mikaelson. Dále hrála vedlejší role ve filmech Mezi náhrobními kameny (2014), Aloha (2015), Pandemie (2016) a (Ne)obyčejný kluk (2017).

## Životopis
Russell se narodila v Pequannock Township v New Jersey, ale vyrostla ve městě West Milford. Je dcerou bývalé tanečnice Rosemary Rado a bývalého zpěváka Waltera Russella. Od mladého věku se věnovala modelingu, objevila se v několika reklamách. Na střední škole Holy Spirit School se začala věnovat herectví a zahrála si v několika školních hrách. V roce 2018 dokončila střední školu prostřednictvím online kurzů.

## Kariéra
První filmová role přišla s filmem Mezi náhrobními kameny v roce 2014, kde hrála čtrnáctiletou dceru ruského drogového dealera. Další rok si zahrála dceru postavy Bradleyho Coopera ve filmu Aloha. Ve stejném roce si zahrála v šesti dílech seriálu The Last Tycoon. V roce 2017 si zahrála vedlejší roli ve filmu (Ne)obyčejný kluk.
V červenci 2017 byla obsazena do role Hope Mikaelson v seriálu stanice The CW The Originals. V květnu 2018 bylo oznámeno, že v roli bude pokračovat ve spin-offu seriálu Odkaz.

## Filmografie

### Film
| Rok  | Název                  | Role            | Poznámka |
| ---- | ---------------------- | --------------- | -------- |
| 2014 | Mezi náhrobními kameny | Lucia           |          |
| 2015 | Aloha                  | Grace           |          |
| 2016 | Pandemie               | Megan           |          |
| 2017 | (Ne)obyčejný kluk      | Miranda         |          |
| 2018 | Důkaz moře             | Joanie Williams |          |

### Televize
| Rok       | Název           | Role           | Poznámka                       |
| --------- | --------------- | -------------- | ------------------------------ |
| 2016      | The Last Tycoon | Darla Miner    | vedlejší role, 6 dílů          |
| 2018      | The Originals   | Hope Mikaelson | hlavní role (5. řada), 13 dílů |
| 2018–2022 | Odkaz           | Hope Mikaelson | hlavní role                    |